# Майструк Назар Михайлович
Назар Михайлович Майструк (нар. 27 липня 1996, Миргород, Полтавська область) — український художник-постановник, живописець, музейник, науковець, доктор філософії, педагог.

## Біографія
Народився 27 липня 1996 у місті Миргород на Полтавщині. Закінчив Миргородську ЗОШ № 5 та Миргородський фаховий коледж імені Миколи Гоголя. У 2020 р. здобув вищу освіту на кафедрі образотворчого мистецтва, декоративного мистецтва та реставрації у Державному закладі «Луганський національний університет імені Тараса Шевченка», по закінченню якого отримав диплом магістра за спеціальністю «Образотворче мистецтво, декоративне мистецтво, реставрація» і здобув професійну кваліфікацію художника, викладача закладів вищої освіти.
У 2024 закінчив аспірантуру при кафедрі культурології Полтавського національного педагогічного університету імені В. Г. Короленка, і захистив дисертацію на тему «Підготовка фахівців декоративно-ужиткового мистецтва в навчальних закладах України (80-і роки XX століття — початок XXI століття)» відповідно до освітньо-наукової програми «Професійна освіта» і здобув ступінь доктора філософії (галузь знань 01 Освіта / Педагогіка, спеціальність 015 Професійна освіта (за спеціалізаціями)) (науковий керівник — Кравченко Любов Миколаївна).
Із 2018 р. працював на посаді наукового співробітника науково-фондової і експозиційної роботи в Полтавському художньому музеї (галереї мистецтв) ім. Миколи Ярошенка. Проводив майстер-класи та лекторії («Збережене мистецтво: порцеляна», «Секрети створення вистави», «Досліджуємо старовинну мікромозаїку», «Про що мовчить музейний експонат: Європейська бронза 19 століття» тощо). У рамках проєкту «Крокуй. Полтава» брав участь в організаціях інтерактивних історичних екскурсій).
Із 2024 р. працював викладачем кафедри образотворчого мистецтва, декоративного мистецтва та реставрації у Державному закладі «Луганський національний університет імені Тараса Шевченка».
Був художником-постановником вистав корпоративного театру FerroTale у місті Горішні Плавні («За двома зайцями» (2023 р.), «Вечори на хуторі поблизу Диканьки» (2024 р.)) та в Українському музично-драматичному театрі ім. М. Л. Кропивницького («Лісова пісня», 2024 р.).
Із 2023 р. працює художником-постановником Полтавського академічного обласного українського музично-драматичного театру ім. М. В. Гоголя, а в 2025 р. обійняв посаду головного художника театру.

## Творча робота
Сценографія вистав на сцені Полтавського академічного обласного українського музично-драматичного театру ім. М. В. Гоголя:
- «Конотопська відьма» В. Шевченко за Г. Квітки — Основ'яненком. Композитор — В. Ковтун. Художник — Н. Майструк. На сцені полтавського театру ім. Гоголя. (Прем'єра 27.03.2024 р.)[14][15]
- «„Як рятували країну Мережину“» В. Шевченко за Ланою Ра. Художник — Н. Майструк. На сцені полтавського театру ім. Гоголя. (Прем'єра 4.06.2024 року)[16]
- «Різдвяна історія» В. Шевченко за Ч. Дікенсом. Композитор — В. Ковтун. Художник — Н. Майструк. На сцені полтавського театру ім. Гоголя. (Прем'єра 21.12.2024 р.)[17][18]
- «Різдвяна історія для дорослих 18+» В. Шевченко за Ч. Дікенсом. Композитор — В. Ковтун. Художник — Н. Майструк. На сцені полтавського театру ім. Гоголя. (Прем'єра 21.12.2024 р.)[19][20][21]
- «Театр, або шум за сценою» — С. Павлюк за М. Фрейном. Художник — Н. Майструк. (Прем'єра 27.03.2025 р.)[22]

## Наукові публікації
- 1. Майструк Н. М. Підготовка фахівців декоративно-ужиткового мистецтва в навчальних закладах України (80-і роки ХХ століття — початок ХХІ століття). Дисертація на здобуття наукового ступеня доктора філософії (галузь знань 01 Освіта / Педагогіка, спеціальність 015 Професійна освіта (за спеціалізаціями)). Полтава: Полтавський національний педагогічний університет імені В. Г. Короленка, 2024. 229 с.
- 2. Майструк Н., Тетянін І. Декоративно-ужиткове мистецтво як предмет вивчення в Україні: аспекти змісту фахової підготовки. Педагогічні науки: теорія, історія, інноваційні технології. 2023. № 10 (134). С. 285—295.
- 3. Майструк Н. М., Кравченко Л. М. Historical aspects of the training of decorative and applied arts specialists in educational institutions of Ukraine. Вісник Глухівського національного педагогічного університету імені Олександра Довженка. Вип. 1(54). 2024. С. 245—250.
- 4. Майструк Н. Pottery centersand schools in ukraine: educational and professional potential. Ukrainian professional education = Українська професійна освіта. Полтава, 2023. Вип. 14. С. 65–72.
- 5. Майструк Н. Освітньо-професійний потенціал провідних гончарських осередків та шкіл України. Ukrainian professional education = Українська професійна освіта. Полтава, 2021. Вип. 9-10. С. 122—129.
- 6. Майструк Н. М., Кравченко Л. М. Підготовка фахівців декоративно-ужиткового мистецтва в навчальних закладах України: Ukrainian professional education = Українська професійна освіта. Полтава, 2020. Вип. 8. С. 121—127.